# Dinamarca en los Juegos Paralímpicos de Sídney 2000
Dinamarca estuvo representada en los Juegos Paralímpicos de Sídney 2000 por un total de 38 deportistas, 26 hombres y 12 mujeres.

## Medallistas
El equipo paralímpico danés obtuvo las siguientes medallas:
| Nombre                                                                                                   | Deporte   | Evento                                     |
| --- | --------- | ------------------------------------------ |
| Oro |           |                                            |
| Jakob Mathiasen                                                                                          | Atletismo | Jabalina F42 masculino                     |
| Thomas Bradal                                                                                            | Atletismo | Jabalina F55 masculino                     |
| René Nielsen                                                                                             | Atletismo | Jabalina F56 masculino                     |
| Peter Weichel Søren Holmgren Jensen Ferudan Kahraman Henri Nooyen Martin Enggaard Pedersen Thomas Wetche | Golbol    | Torneo masculino                           |
| Ricka Stenger                                                                                            | Natación  | 50 m libre S9 femenino                     |
| Ricka Stenger                                                                                            | Natación  | 200 m estilos SM9 femenino                 |
| Sisse Grynet Egeborg                                                                                     | Natación  | 100 m braza SB8 femenino                   |
| Peter Lund Andersen                                                                                      | Natación  | 400 m libre S6 masculino                   |
| Plata |           |                                            |
| René Nielsen                                                                                             | Atletismo | Peso F56 masculino                         |
| Jakob Mathiasen                                                                                          | Atletismo | Pentatlón P42 masculino                    |
| Brita Andersen                                                                                           | Hípica    | Doma individual grado I mixto              |
| Brita Andersen                                                                                           | Hípica    | Doma individual estilo libre grado I mixto |
| Ricka Stenger                                                                                            | Natación  | 100 m mariposa S9 femenino                 |
| Christian Bundgaard                                                                                      | Natación  | 100 m braza SB11 masculino                 |
| Emil Brøndum                                                                                             | Natación  | 100 m mariposa S8 masculino                |
| Jens Als Andersen                                                                                        | Vela      | 2.4mR individual mixto                     |
| Bronce                                                                                                   |           |                                            |
| René Nielsen                                                                                             | Atletismo | Pentatlón P58 masculino                    |
| Karen Breumsø                                                                                            | Natación  | 50 m libre S4 femenino                     |
| Karen Breumsø                                                                                            | Natación  | 100 m libre S4 femenino                    |
| Karen Breumsø                                                                                            | Natación  | 200 m libre S4 femenino                    |
| Pernille Thomsen                                                                                         | Natación  | 50 m libre S8 femenino                     |
| Peter Lund Andersen                                                                                      | Natación  | 50 m libre S6 masculino                    |
| Peter Lund Andersen                                                                                      | Natación  | 100 m libre S6 masculino                   |
| Emil Brøndum                                                                                             | Natación  | 50 m libre S8 masculino                    |
| Emil Brøndum                                                                                             | Natación  | 400 m libre S8 masculino                   |
| Martin Jacobsen                                                                                          | Natación  | 100 m braza SB8 masculino                  |
| Ivan Nielsen                                                                                             | Natación  | 100 m braza SB13 masculino                 |
| John Petersson                                                                                           | Natación  | 50 m mariposa S4 masculino                 |
| John Petersson                                                                                           | Natación  | 150 m estilos SM4 masculino                |
| John Petersson                                                                                           | Natación  | 200 m libre S4 masculino                   |